# Лангарі Лангарієв
Лангарі Лангарієв (невідомо — січень 1993, Худжанд, Таджикистан) — польовий командир у Таджикистані, один із лідерів громадянської війни (1992—1993).

## Біографія
Лангарі Лангарієв народився у простій родині, служив у армії СРСР. Після служби навчався у ПТУ-22 на водія трактора, працював бібліотекарем у 7-й виправній колонії в Душанбе. У 1985 році закінчив міліцейську школу в місті Шимкент.
На початку 1990-х був учителем у виправній трудовій колонії для неповнолітніх у Кулябі й мав звання старшого лейтенанта міліції. Після початку громадянської війни Лангарієв став одним із найвідоміших командирів Народного фронту, був лідером угруповань Народного фронту в Кулябі в колишній Курган-Тюбинській області.
27 вересня 1992 року разом із загоном захопив 2 БТР у Курган-Тюбе. Незабаром його було поранено — під час дороги до Нурека його машина підірвалася на міні.
З жовтня 1992 року керував Народним фронтом у районі Нурека. Вночі проти 24 жовтня 1992 року в Нуреці його серйозно поранили під час бою, влучивши в його автомобіль з гранатомету. Лангарі доставили до лікарні Дангаріна, а потім до Кулябу. Він мав понад 100 уламкових ран, було вражено майже все тіло, кінцівки та голова. Його перевели до лікарні в Худжанді, де лікарі протягом 20 днів боролися за його життя, але не наважилися зробити операцію з вилучення фрагментів з голови.
У січні 1993 року помер у лікарні Худжанду. За особистим наказом Емомалі Рахмона, на початку 2000-х сім'я Лангарієва отримала житло в Душанбе.

## Нагороди
- Орден Спітамена — одна з найвищих нагород Таджикистану (посмертно)[3]

## Родина
- Брат Бахтієр Лангарієв був головою РУБОП Душанбе, згодом покинув Таджикистан, 2015 року повернувся до країни[3].
- Брат Сухроб Лангарієв контролював одну з транснаціональних наркомереж Таджикистану, був у розшуку з 2002 року. Затриманий 27 травня 2008 року в Кулябі, засуджений на пожиттєвий термін[1].
- Брат Файзалі Лангарієв у 1988—1992 роках був оперативним працівником в управлінні виправних інститутів праці МВС Таджикистану. 1992 року він також потрапив у ряди Народного фронту. На момент арешту його молодшого брата генерал-майор Файзалі Лангарієв очолив Міністерство оборони Таджикистану
- Син Азам Лангарієв (н. 1984), засуджений за 21 рік як організатор кримінального наркосиндиката, має двох синів[4]
- Син Чахонгір (1989—2001)
- Сини Манучехр і Рустам.
- Дружина Бібігул Назарова
- Батько Салмон Лангарієв, колишній командир Народного фронту Таджикистану, помер 2010 року[5].